# Didier Segers
Didier Segers, né le 21 février 1965 à Berchem-Sainte-Agathe, est un joueur de football belge qui évoluait comme défenseur ou milieu de terrain gauche. Il a joué toute sa carrière en Belgique, disputant près de 350 rencontres de première division et remportant une fois la Coupe de la Ligue.

## Carrière
Didier Segers commence le football au New Star Tervuren en 1974. En 1980, il part terminer sa formation au RWDM, dont il intègre le noyau professionnel en 1982. Il ne perce pas en équipe première et part en 1984 pour le Stade Louvain, un club de Division 3. Après trois saisons pendant lesquelles il joue régulièrement, il est recruté par le Lierse, qui évolue alors en deuxième division. Il y est d'emblée titulaire et après un an, le club remonte parmi l'élite via le tour final. Il conserve sa place dans le onze de base durant cinq ans, jouant plus de 150 rencontres avec les « Pallieters ». 
En 1992, Didier Segers est transféré par l'Antwerp, récent vainqueur de la Coupe de Belgique. Il joue son premier match avec ses nouvelles couleurs le 5 août 1992 à l'occasion de la Supercoupe de Belgique. Replacé au milieu de terrain, il voit son équipe s'incliner après la séance de tirs au but. Il s'impose rapidement comme titulaire dans l'équipe et prend part à l'épopée du club en Coupe des vainqueurs de coupe, atteignant la finale de la compétition, perdue contre les italiens du Parme AC. Le club se qualifie pour la Coupe UEFA la saison suivante, dont il est éliminé au deuxième tour par l'Austria Salzbourg, futur finaliste.
Après ces deux bonnes saisons dans la métropole anversoise, Didier Segers quitte le club pour rejoindre le FC Malines. Malheureusement, il arrive à Malines au moment où le club entame son déclin. L'équipe termine deux saisons de suite en milieu de classement, loin des places européennes. Le championnat 1996-1997 commence mal pour le club, qui doit désormais lutter pour son maintien. Didier Segers se blesse sérieusement durant le mois de janvier et est écarté des terrains jusqu'au terme de la saison, qui voit les malinois basculer en deuxième division. Entretemps, en mars, il signe un contrat avec le KFC Lommelse SK pour la saison prochaine.
Au terme de sa première saison dans le Limbourg, il remporte le premier trophée de sa carrière, la Coupe de la Ligue 1998. Il est un titulaire indiscutable sur le flanc gauche lommelois, jouant tantôt en défense, tantôt en milieu de terrain. Après deux bonnes saisons, il vit un championnat 1999-2000 plus difficile, se blessant deux fois, ce qui le maintient hors des terrains plusieurs semaines durant. De plus, les résultats du club sont mauvais et il termine à la dernière place, synonyme de relégation en Division 2. Malgré la descente au niveau inférieur, Didier Segers reste au club et après une année sans pépin physique, il remporte le titre de champion de deuxième division, permettant ainsi à Lommel de revenir au plus haut niveau national. Parallèlement au championnat, les résultats en Coupe de Belgique sont également très bons, le club atteignant la finale, une première depuis trente ans en Belgique. Le rêve s'arrêtera là pour le club, battu 1-0 par le KVC Westerlo de Jan Ceulemans.
Didier Segers joue une saison de bonne facture après la remontée en Division 1 mais une blessure encourue en septembre 2002 l'écarte à nouveau des terrains pour plusieurs mois. Lorsqu'il revient à la compétition au début du mois de mars 2003, le club est englué dans des problèmes financiers. Il ne prend part qu'aux dernières minutes d'une rencontre puis le club cesse ses activités et tous les joueurs sont libérés de leurs contrats. Il rejoint alors les rangs du Tempo Overijse, en Promotion. Il ne joue qu'un match avec sa nouvelle équipe et range ensuite définitivement ses crampons.

## Palmarès
- Vainqueur de la Coupe de la Ligue en 1998 avec le KFC Lommelse SK.
- Champion de Belgique de Division 2 en 2001 avec le KFC Lommelse SK.

## Statistiques
| Saison                | Club                  | Championnat           | Championnat | Championnat | Coupe nationale | Coupe nationale | Coupe de la Ligue | Coupe de la Ligue | Supercoupe | Supercoupe | Compétition(s) continentale(s) | Compétition(s) continentale(s) | Compétition(s) continentale(s) | Total | Total |
| Saison                | Club                  | Division              | M.          | B.          | M.              | B.              | M.                | B.                | M.         | B.         | Comp.                          | M.                             | B.                             | M.    | B.    |
| 1982-1983             | RWD Molenbeek         | Division 1            | 0           | 0           | 0               | 0               | 0                 | 0                 | 0          | 0          | -                              | 0                              | 0                              | 0     | 0     |
| 1983-1984             | RWD Molenbeek         | Division 1            | 0           | 0           | 0               | 0               | 0                 | 0                 | 0          | 0          | -                              | 0                              | 0                              | 0     | 0     |
| Sous-total            | Sous-total            | Sous-total            | 0           | 0           | 0               | 0               | 0                 | 0                 | 0          | 0          | -                              | 0                              | 0                              | 0     | 0     |
| 1984-1985             | K Stade Louvain       | Division 3            | -           | -           | -               | -               | 0                 | 0                 | 0          | 0          | -                              | 0                              | 0                              | 0     | 0     |
| 1985-1986             | K Stade Louvain       | Division 3            | -           | -           | -               | -               | 0                 | 0                 | 0          | 0          | -                              | 0                              | 0                              | 0     | 0     |
| 1986-1987             | K Stade Louvain       | Division 3            | 14          | 2           | -               | -               | 0                 | 0                 | 0          | 0          | -                              | 0                              | 0                              | 14    | 2     |
| Sous-total            | Sous-total            | Sous-total            | 14          | 2           | -               | -               | 0                 | 0                 | 0          | 0          | -                              | 0                              | 0                              | 14    | 2     |
| 1987-1988             | K Lierse SK           | Division 2            | 28          | 3           | -               | -               | 0                 | 0                 | 0          | 0          | -                              | 0                              | 0                              | 28    | 3     |
| 1988-1989             | K Lierse SK           | Division 1            | 27          | 1           | -               | -               | 0                 | 0                 | 0          | 0          | -                              | 0                              | 0                              | 27    | 1     |
| 1989-1990             | K Lierse SK           | Division 1            | 26          | 3           | 2               | 0               | 0                 | 0                 | 0          | 0          | -                              | 0                              | 0                              | 28    | 3     |
| 1990-1991             | K Lierse SK           | Division 1            | 32          | 1           | 2               | 0               | 0                 | 0                 | 0          | 0          | -                              | 0                              | 0                              | 34    | 1     |
| 1991-1992             | K Lierse SK           | Division 1            | 34          | 4           | 1               | 0               | 0                 | 0                 | 0          | 0          | -                              | 0                              | 0                              | 35    | 4     |
| Sous-total            | Sous-total            | Sous-total            | 147         | 12          | 5               | 0               | 0                 | 0                 | 0          | 0          | -                              | 0                              | 0                              | 152   | 12    |
| 1992-1993             | Antwerp FC            | Division 1            | 31          | 2           | 1               | 0               | 0                 | 0                 | 1          | 0          | C2                             | 9                              | 1                              | 42    | 3     |
| 1993-1994             | Antwerp FC            | Division 1            | 24          | 3           | 3               | 0               | 0                 | 0                 | 0          | 0          | C3                             | 3                              | 1                              | 30    | 4     |
| Sous-total            | Sous-total            | Sous-total            | 55          | 5           | 4               | 0               | 0                 | 0                 | 1          | 0          | -                              | 12                             | 2                              | 72    | 7     |
| 1994-1995             | FC Malines            | Division 1            | 30          | 1           | 3               | 0               | 0                 | 0                 | 0          | 0          | -                              | 0                              | 0                              | 33    | 1     |
| 1995-1996             | FC Malines            | Division 1            | 28          | 0           | 1               | 0               | 0                 | 0                 | 0          | 0          | -                              | 0                              | 0                              | 29    | 0     |
| 1996-1997             | FC Malines            | Division 1            | 16          | 1           | 1               | 0               | 0                 | 0                 | 0          | 0          | -                              | 0                              | 0                              | 17    | 1     |
| Sous-total            | Sous-total            | Sous-total            | 74          | 2           | 5               | 0               | 0                 | 0                 | 0          | 0          | -                              | 0                              | 0                              | 79    | 2     |
| 1997-1998             | KFC Lommelse SK       | Division 1            | 24          | 0           | 0               | 0               | 3                 | 0                 | 0          | 0          | C4                             | 2                              | 0                              | 29    | 0     |
| 1998-1999             | KFC Lommelse SK       | Division 1            | 23          | 0           | 2               | 0               | 2                 | 0                 | 0          | 0          | C4                             | 4                              | 0                              | 31    | 0     |
| 1999-2000             | KFC Lommelse SK       | Division 1            | 16          | 0           | 1               | 0               | 1                 | 0                 | 0          | 0          | -                              | 0                              | 0                              | 18    | 0     |
| 2000-2001             | KFC Lommelse SK       | Division 2            | 30          | 2           | 7               | 1               | 0                 | 0                 | 0          | 0          | -                              | 0                              | 0                              | 37    | 3     |
| 2001-2002             | KFC Lommelse SK       | Division 1            | 28          | 1           | 1               | 0               | 0                 | 0                 | 0          | 0          | -                              | 0                              | 0                              | 29    | 1     |
| 2002-2003             | KFC Lommelse SK       | Division 1            | 6           | 0           | 0               | 0               | 0                 | 0                 | 0          | 0          | -                              | 0                              | 0                              | 6     | 0     |
| Sous-total            | Sous-total            | Sous-total            | 127         | 3           | 11              | 1               | 6                 | 0                 | 0          | 0          | -                              | 6                              | 0                              | 150   | 4     |
| 2002-2003             | Tempo Overijse        | Promotion             | 1           | 0           | 0               | 0               | 0                 | 0                 | 0          | 0          | -                              | 0                              | 0                              | 1     | 0     |
| Sous-total            | Sous-total            | Sous-total            | 1           | 0           | 0               | 0               | 0                 | 0                 | 0          | 0          | -                              | 0                              | 0                              | 1     | 0     |
| Total sur la carrière | Total sur la carrière | Total sur la carrière | 418         | 24          | 25              | 1               | 6                 | 0                 | 1          | 0          | -                              | 18                             | 2                              | 468   | 27    |